# ヒルヒェンバッハ
ヒルヒェンバッハ (ドイツ語: Hilchenbach, [ˈhɪlç̩nbax]) は、ドイツ連邦共和国ノルトライン＝ヴェストファーレン州アルンスベルク行政管区のジーゲン＝ヴィトゲンシュタイン郡の市である。

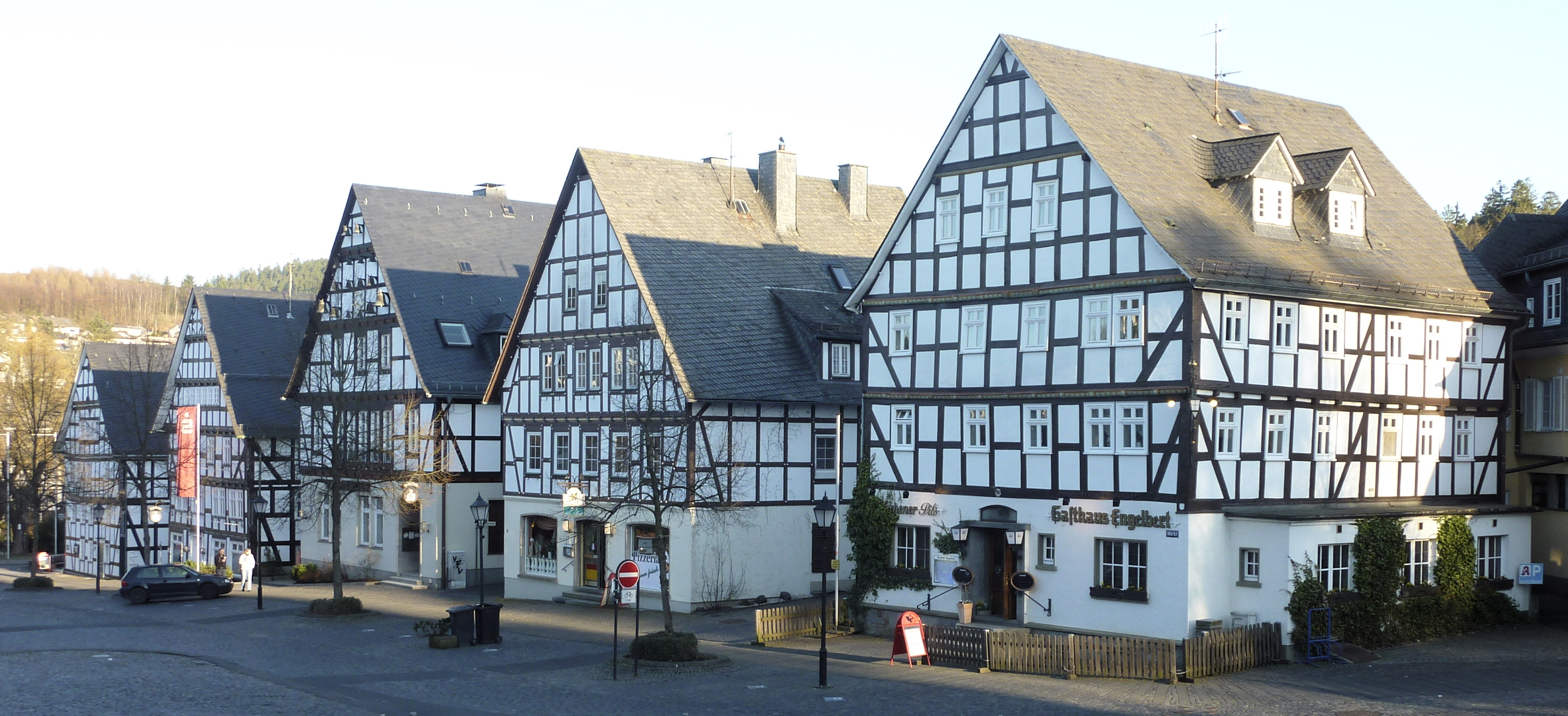
ヒルヒェンバッハの木組み建築群

## 地理

### 位置
ヒルヒェンバッハはロタール山地の南西部、ジーガーラント内に位置している。本市を流れる大きな川としては、ジーク川支流のフェルンドルフバッハ川がある。平均高度は海抜 427 m、市内の最高地点である海抜 677.7 m のリーメン山は、ジーガーラントの最高地点でもある。

### 隣接する市町村
ヒルヒェンバッハ市は、北はキルヒフンデム（オルペ郡）、東はエルンテブリュック、南はネトフェン、西はクロイツタール（以上、ジーゲン＝ヴィトゲンシュタイン郡）と境を接している。

### 市の構成

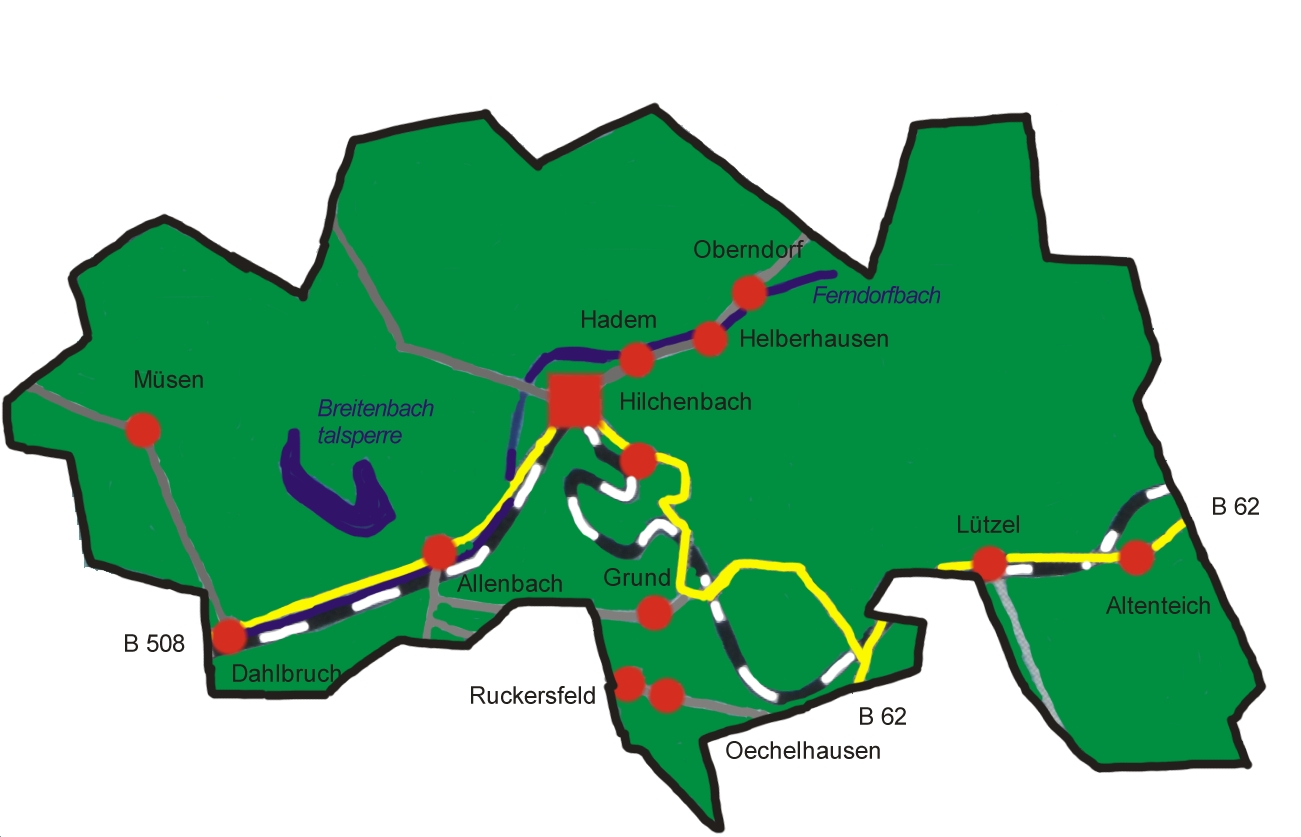
ヒルヒェンバッハ市の市区図

ヒルヒェンバッハ市は以下の市区で構成されている:
| - アレンバッハ - ダールブルーフ - グルント - ハーデム | - ヘルバーハウゼン - （旧）ヒルヒェンバッハ - リュッツェル - ミューゼン | - オーベルンドルフ - エッヒェルハウゼン - ルッカースフェルト - フォルムヴァルト |

## 歴史
ヒルヒェンバッハの最初の文献記録は1292年6月17日に遡る。ナッサウ公妃アグネスとその長男ハインリヒによるケッペル修道院への寄進状に Heylichinbach と記されているのがそれである。この地域の教会が950年から1000年までの間にはすでにコルヴァイ修道院によって創設されていたことが示されており、集落があったと推測される。
1365年7月20日に、ヒルヒェンバッハの要塞風の館（後のヴィルヘルムスブルク）が記録されている。この館は1489年から1622年までヴィッシェル・フォン・ランゲナウ貴族家にレーエンとして与えられていた。
1466年、ヒルヒェンバッハには47戸、約300人の住人がいた。1467年からアムト・ヒルヒェンバッハおよびゲリヒト・ヒルヒェンバッハによる最初の記録が遺されている。これには以下の集落が含まれている: ヒルヒェンバッハ、リュッツェル、オーベルンドルフ、ハーデム、ヘルバーハウゼン、グルント、フォア・デム・ヴァルト、ヴァッツェンザイフェン、アルテ・ブーフ、ジーベルホーフ、ヒッケブルーフ、シュライベルク、シュテルツェンバッハ、ハールハウゼン、シュテッケン、アレンバッハ、シュロス・ギンスブルク、ホーフ・ヴェーバッハ、ミューゼン、ダールブルーフ、シュヴァイスフルト、ヴィンターバッハ。
1490年と1547年にペストがヒルヒェンバッハで猛威をふるった。1533年にヒルヒェンバッハの税関に関する最初の記録が現れた。1611年ヒルヒェンバッハの学校について最初の文献記録がなされた。

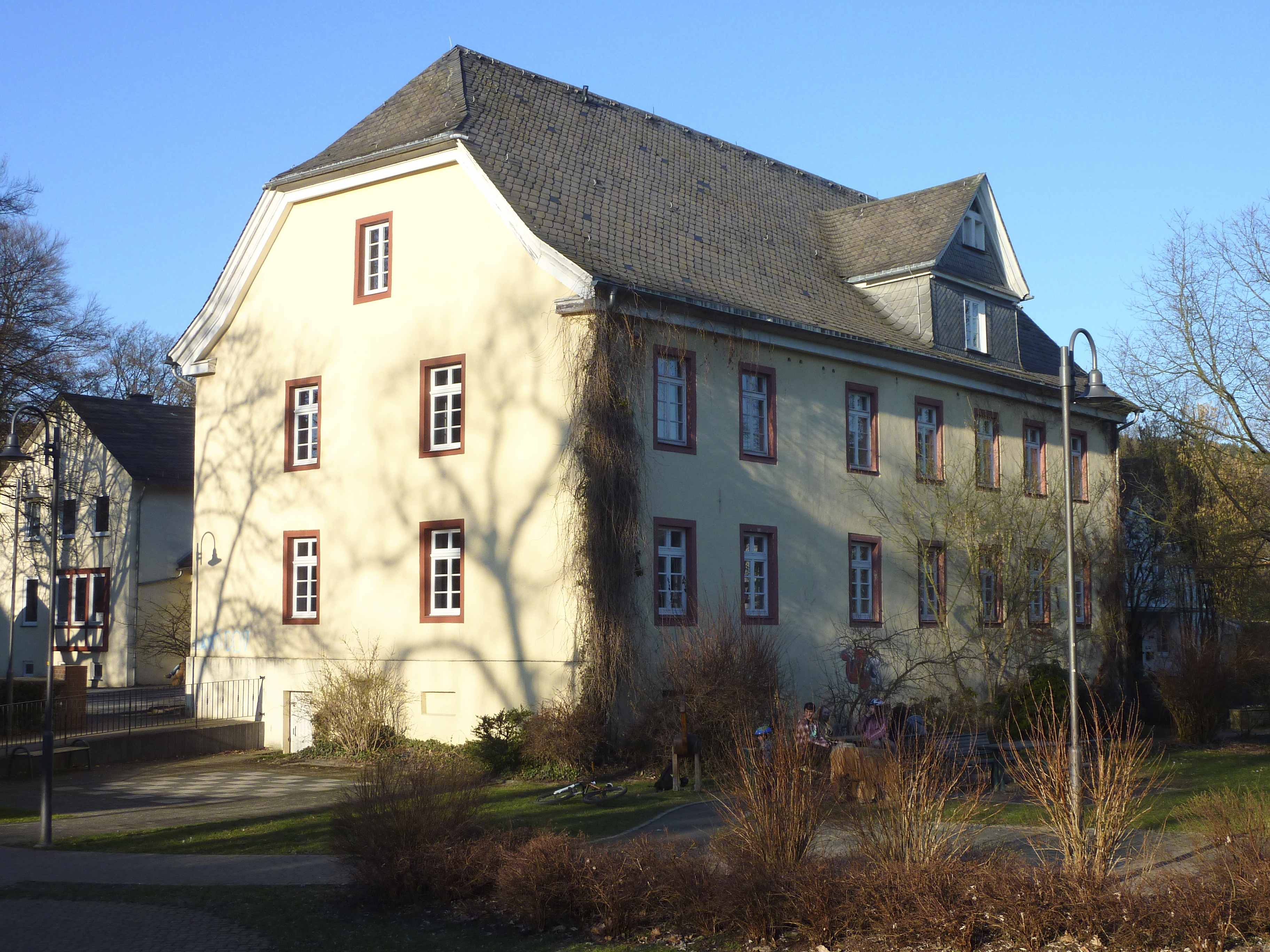
ヴィルヘルムスブルク

1625年の遺産相続に伴って、ヒルヒェンバッハはナッサウ＝ジーゲン＝ヒルヒェンバッハ伯ヴィルヘルムの宮廷所在地となった。彼の父はこのために1622年にヒルヒェンバッハの水城をヴィッシェル・フォン・ランゲナウ家から購入していた。これによりギンスブルクの老朽化が分かる。この城は所有者にちなんでヴィルヘルムスブルクと改名され、1627年まで増築がなされた。こうした発展はヒルヒェンバッハを周辺の他の村よりも高みに引き上げ、住民構成にも影響を及ぼした。
ヒルヒェンバッハでは1520年から1653年まで魔女狩りが横行した。21人の男女が魔女裁判にかけられた。最後の魔女裁判は1653年に行われた。これにより、村長テオバルト・シュタルプの裁判運営の下、18人（女性14人、男性4人）が偶像崇拝や魔法の使用によって死刑判決を受けた。その後10人が火刑に処せられた。残りはその罪状に対して恩情をかけられたため、斬首され埋葬されるにとどまった。ヒルヒェンバッハ市議会は、2011年5月25日にヒルヒェンバッハにおける魔女狩りの犠牲者たちの道徳的・社会倫理的名誉を回復した。
1642年のヴィルヘルム伯の死後、このアムトは弟の「ブラジル総督」ヨハン・モーリッツが相続した。彼はこの所領を甥のナッサウ＝ジーゲン伯ヴィルヘルム＝モーリッツに遺贈した。1682年にヒルヒェンバッハで夏の宮殿の建設が始まり、これと関係して1687年にヒルヒェンバッハ村はフレッケンに昇格した。1689年5月1日の大火で、ヴィルヘルムスブルクとほとんど全集落が灰燼に帰した。さらに1691年の伯の死によってヒルヒェンバッハと宮廷世界との緊密な関係は断ち切られた。火災の後、不完全ながら再建された城館は、その後アムトの行政庁舎として利用された。
このフレッケンは、1824年5月24日に都市権を得た。1844年4月26日に起こった大火で42棟の建物が焼失した。

### 市町村合併
1969年1月1日にアムト・ケッペル（1917年まではアムト・ヒルヒェンバッハ）が廃止され、アルテンバッハ、ダールブルーフ、グルント、ハーデム、ヘルバーハウゼン、リュッツェル、ミューゼン、オーベルンドルフ、エッヒェルハウゼン、ルッカースフェルト、フォルムヴァルトが、新たな都市ヒルヒェンバッハに統合された。

## 住民

### 宗教
- キリスト教
  - ヒルヒェンバッハ福音主義改革派教会
  - ダールブルーフのカトリック聖アウグスティヌス教会
  - ミューゼン福音主義教会
- 仏教
  - Wat Doi Suthep - タイ王国の寺院

## 行政

### 市議会
ヒルヒェンバッハの市議会は40議席（2014年までは38議席であった）で構成されている。

### 首長
2020年9月27日の市長選挙決選投票では、キリロス・カイオグリディス（無所属）が 64.49 % の支持票を得て市長に選出された。

### 紋章
紋章には、青地に金色（または黄色）のオオカミが描かれている。この形の紋章は1970年4月13日に認可された。
紋章動物として悠然と歩くオオカミが描かれている。これは現存するヒルヒェンバッハの参審裁判印に描かれている。この印章は1477年10月6日と1485年11月17日の文書に見られる。

### 姉妹都市
ヒルヒェンバッハ市は、以下の街と姉妹都市関係にある。
- アーレントゼー (アルトマルク)（ドイツ語版、英語版）（ドイツ、ザクセン＝アンハルト州）
- ザイフェン（ドイツ語版、英語版）（ドイツ、ザクセン州）

この他にイタリア、ラツィオ州のベッレグラと文化協定を結んでいる。

## 文化と見所

### 音楽
ヒルヒェンバッハは南ヴェストファーレン・フィルハーモニー管弦楽団の本拠地である。このオーケストラは1957年に「ジーガーラント＝オーケストラ」として結成された。このオーケストラはノルトライン＝ヴェストファーレン州立管弦楽団の別名を有している。首席指揮者はチャールズ・オリヴィエリ＝モンローである。この他に様々な音楽サークル、楽団、合唱団がある。

### 演劇
ダールブルーフ市区に「ゲブリューダー・ブッシュ・テアター」（ブッシュ兄弟劇場）がある。この劇場は映画館「ヴィクトリアキーノ」としても利用されている。ここでは、6010フィルム・ビデオフェスティバルが開催されている。ジーガーラント＝ヴィトゲンシュタインの芸術一家ブッシュ家の活動は、「ブッシュ兄弟サークル」によって評価されている。

### 博物館
- ミューゼンの鉱業博物館にはアルテンベルク鉱山から採掘された物品やミュンゼナー鉱区における何百年もの鉱業の伝統について展示されている。さらに見学坑道もある。
- ハーデムの農業博物館では、昔のジーガーラント農業作業や、曾祖母の時代（18世紀）の辛い生活を概観できる。農民の厨房や様々な乳製品加工器具を見ることもできる。毎年「大脱穀祭」が開催される。

### 建築

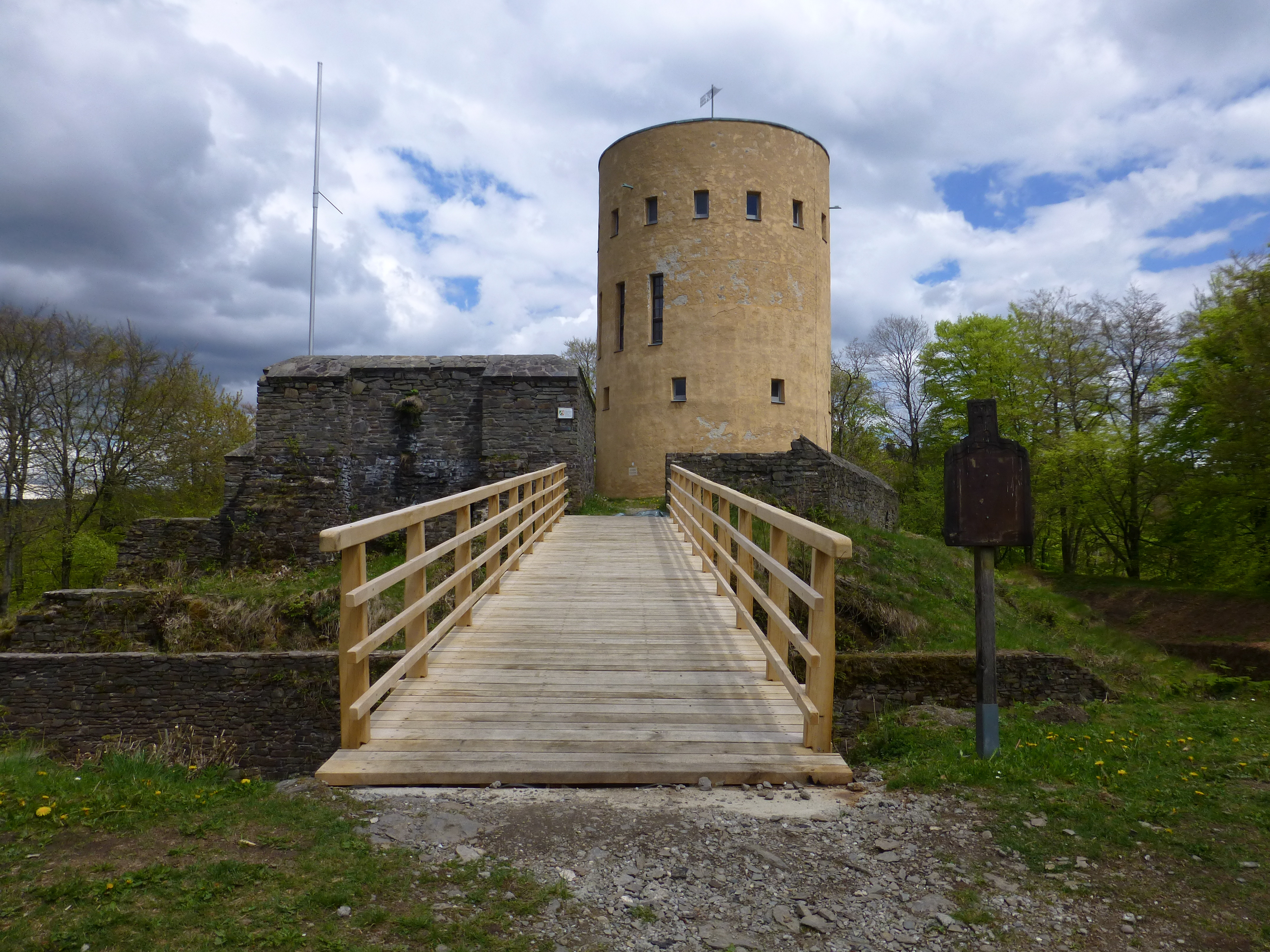
ギンスブルク城

#### ギンスブルク城
グルント市区の高台に建つギンスブルク城は、1255年にナッサウの国境防衛の城砦として記録されている。この城は1568年にヴィルヘルム1世がこの城でオランダ解放の計画を立案し、最後の出兵準備を行ったことで、歴史上重要な城となった。
ギンスブルクの野は、ナッサウ伯ルートヴィヒ麾下の第3軍団の集結場所であり、このためギンスブルクおよびヒルヒェンバッハは八十年戦争におけるオランダ解放闘争の出発点とされている。現在この城には、1960年代に再建されたベルクフリートだけが遺されており、それ以外の施設は遺跡となっている。「ギンスブルク＝フェライン」の発表によれば、現在のベルクフリートは元の高さの半分ほどである。

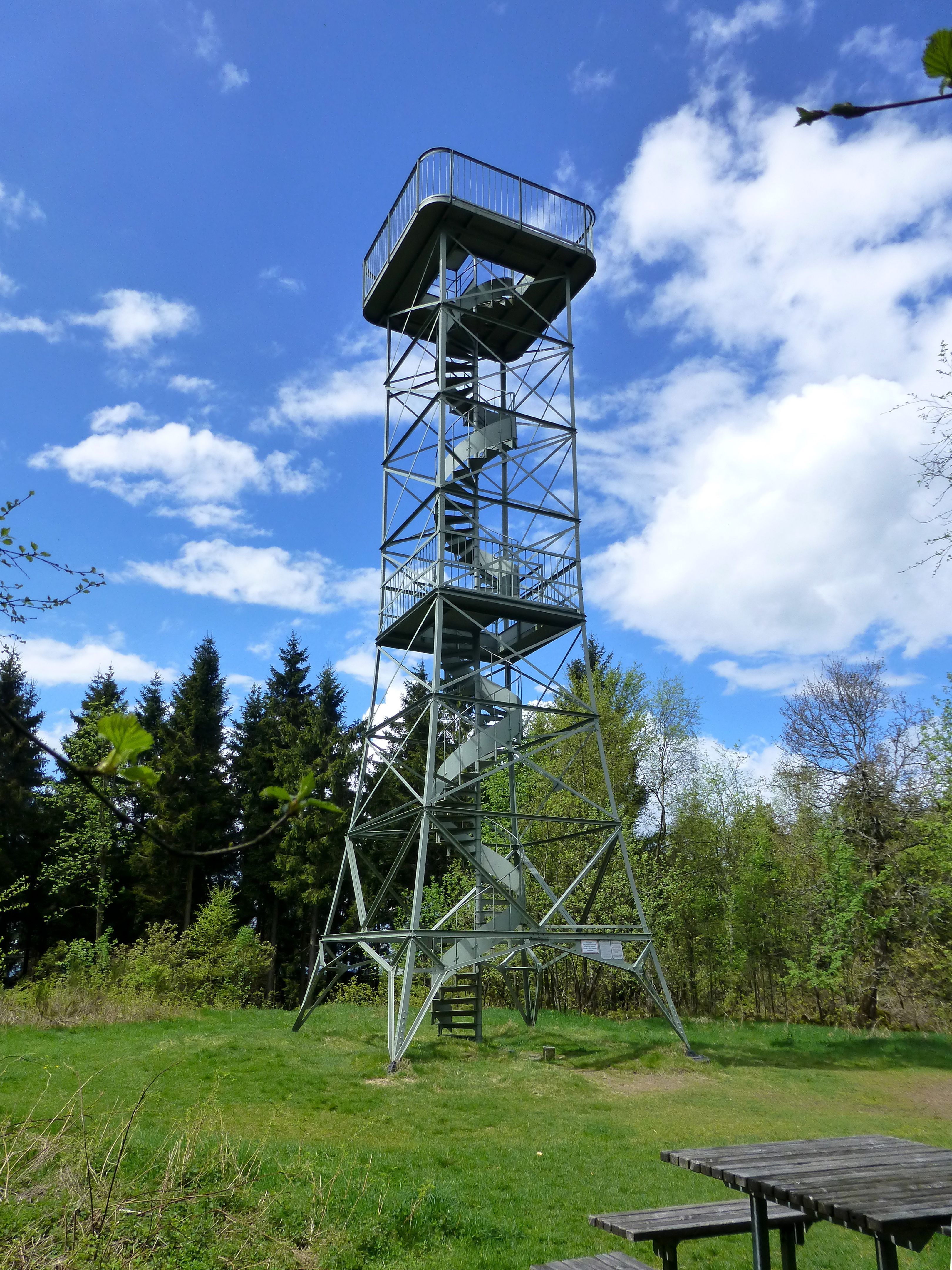
ギラー塔

#### ギラー塔
ギラー塔は1892年にギラー山に建設された展望塔である。ここからはロタール山地やジーガーラントを見渡すことができる。

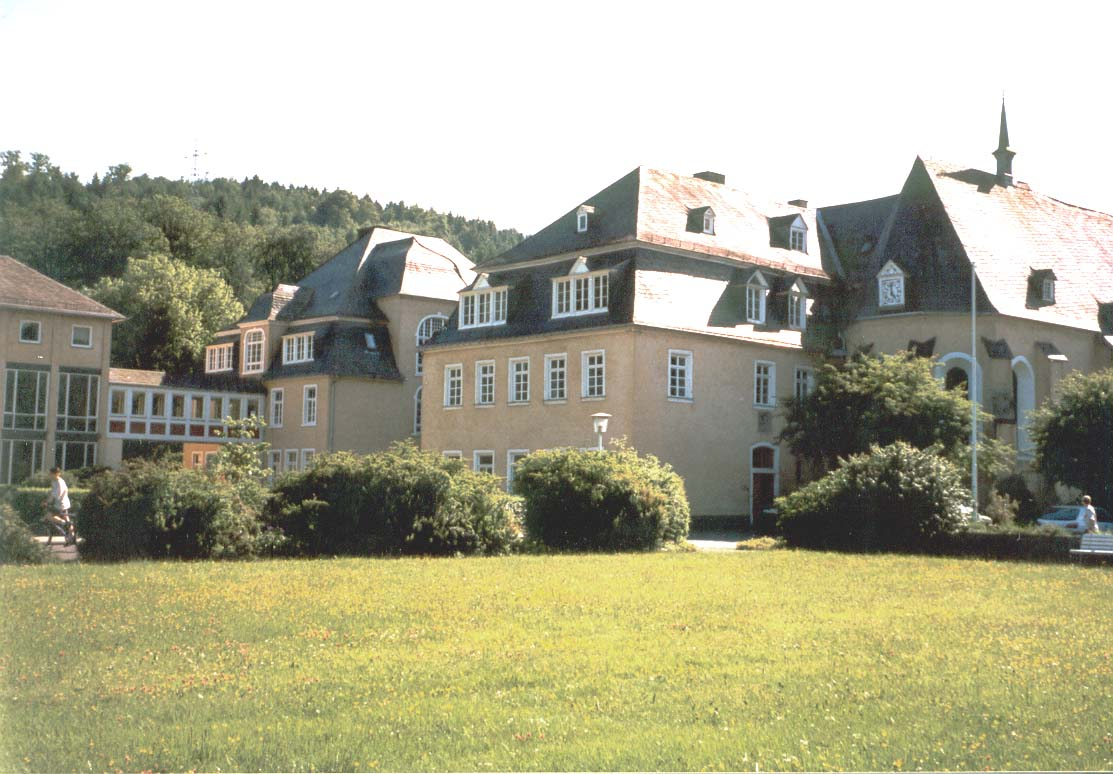
ケッペル修道院

#### ケッペル修道院
旧プレモンストラート会ケッペル女子修道院は、ジーガーラントにおけるバロックの最も重要な宝の1つである。特に見応えがあるのは、バロック様式の調度を有するロマネスク＝ゴシック様式の修道院教会、ノイエ・ハウス、集会ホール、小さな修道院博物館である。
ケッペルは1239年以前にフリードリヒ・フォン・ハインによって創設され、ナッサウ＝オラニエ伯/侯家や、後にはプロイセン王家の庇護の下に存続した。宗教改革後ケッペルは女学校を有する貴族女性の婦人財団となり、後にオーバーリツェウム（高等女学校）および女教師セミナーとなった。現在のケッペル修道院は、交流館やゲストハウス、小さな博物館を有するギムナジウムとなっている。この修道院は様々な宗派の女子修道院長の下で世俗化まで存続した。1912年頃までに、福音主義およびカトリック部分とは分離されたオフィス建築群（たとえば、ジーガーラント最大の木組み建築の1つであるいわゆる修道院事務棟など）が設けられた。
ヒルヒェンバッハには、1867年から第一次世界大戦後まで教員セミナーが存在していた。このセミナーの建物は後にユング＝シュティリング＝ギムナジウムに転用された。ヒルヒェンバッハは、ジーゲンとともにジーガーラントで最も長い教育の伝統を有する都市である。

#### ブランテンバッハタール堰
ダールブルーフ市区とアレンバッハ市区との間に、ブライテンバッハタール堰がある。この堰は、ジーガーラントに水を供給するために用いられている。ここには数多くの遊歩道が通じている。

### 自然文化財

#### アルテンベルク
ミューゼン地区と、クロイツタールに属すリットフェルト市区との間に13世紀の集落跡がある。環状遊歩道がかつての鉱山集落を通っている。出土品はミューゼンの鉱山博物館に展示されている。

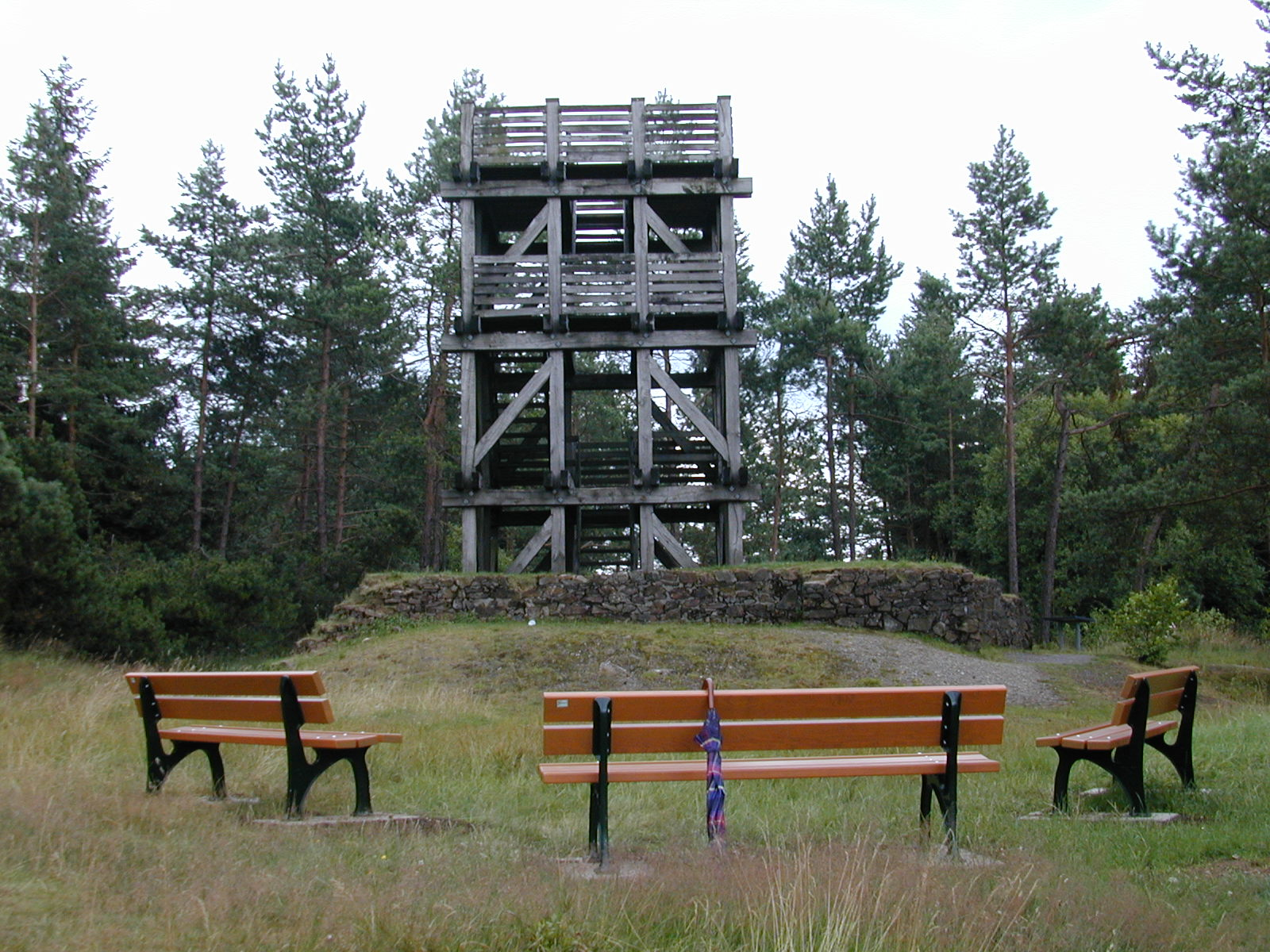
アルテンベルクの廃坑跡

アルテンベルクには、ジーガーラントで最も古くから知られている鉱山がある。ここでは13世紀から鉛や銀が採掘されていた。鉱業史に占める特別な重要性のため、アルテンベルクからの数多くの出土品がボーフムのドイツ鉱業博物館に収蔵されている。この博物館では、ミューゼンから出土した展示品を基に完全に再現された坑道を中心とした中世の鉱山労働者の生活状況が展示されている。

### 年中行事
- クルロゥールプール - リュッツェル市区近郊のギラー山で聖霊降臨祭に行われる国際テント演劇祭
- ギラーベルクトゥルンフェスト - 1907年からギラー山で毎年開催され、2000人以上が参加するドイツ最大の登山祭である。

## 経済と社会資本

### ウィンドパーク・ヒルヒェンバッハ
ヒルヒェンバッハには、Typ Enercon E-82風力発電機 5基からなるウィンドパーク（風力発電所）が存在する。それぞれの発電機は、支柱の高さ 138 m で、2 MW を発電できる。ウィンドパーク・ヒルヒェンバッハの風力発電施設は 2007年から2008年に建設された。

### 交通

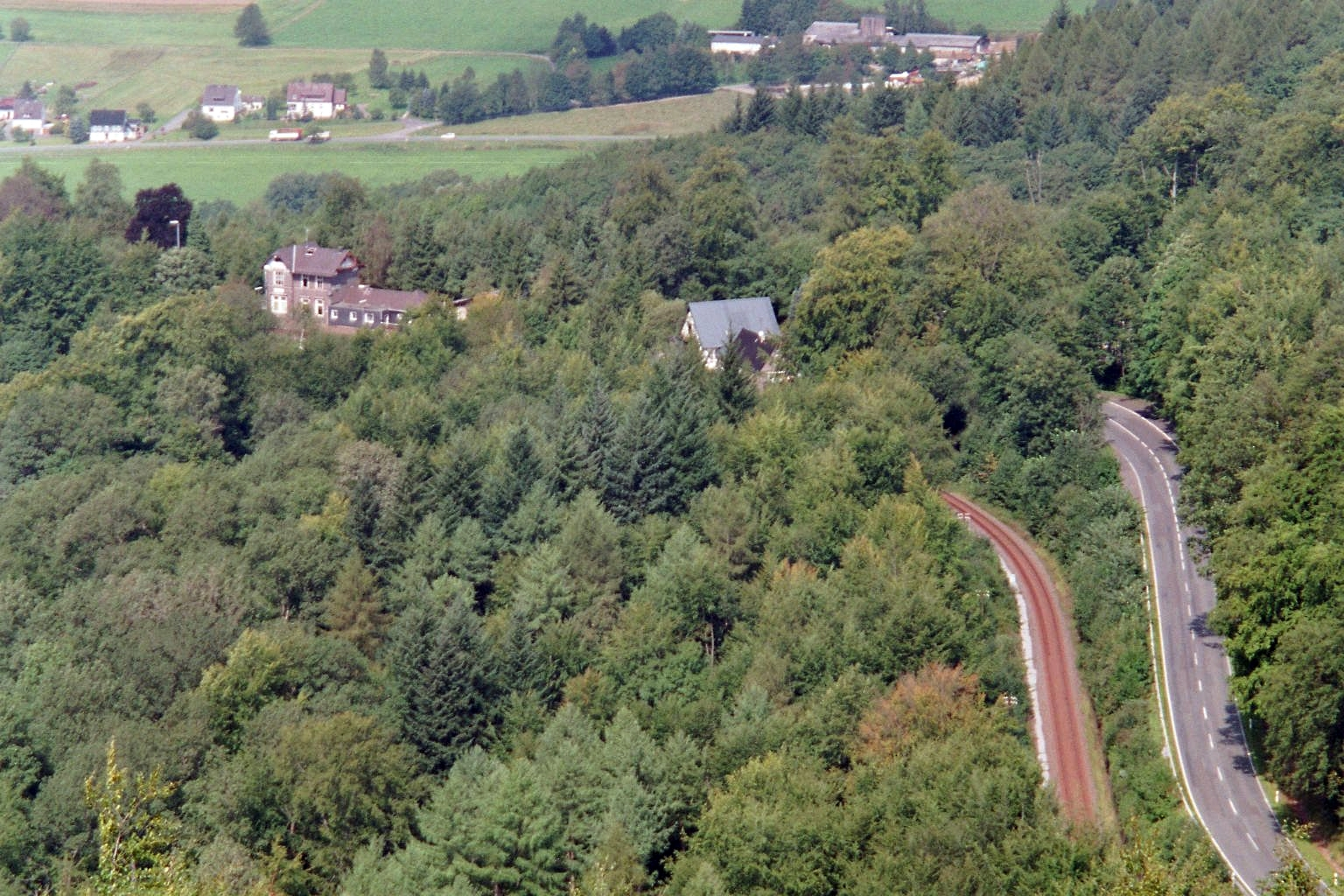
ヒルヒェンバッハ市内を走るロタール鉄道と連邦道B508号泉。画面左上の駅はフォルムヴァルト駅

この街の主要な交通軸は、連邦道 B508号線が通る東西方向である。クロイツタール - ヒルヒェンバッハ方向には鉄道クロイツタール - ケルベ線が通っており、ダールブルーフ駅、ヒルンヒュッテン駅、シュティフト・ケッペル＝アレンバッハ駅、ヒルヒェンバッハ駅、フォルムヴァルト・ドルフ駅、フォルムヴァルト駅、リュッツェル駅がある。
VGWSは、この街と近隣市町村・集落をバス路線でつないでいる。さらに郡の南部に位置するジーガーラント空港を利用してヒルヒェンバッハに来ることもできる。

### 地元企業

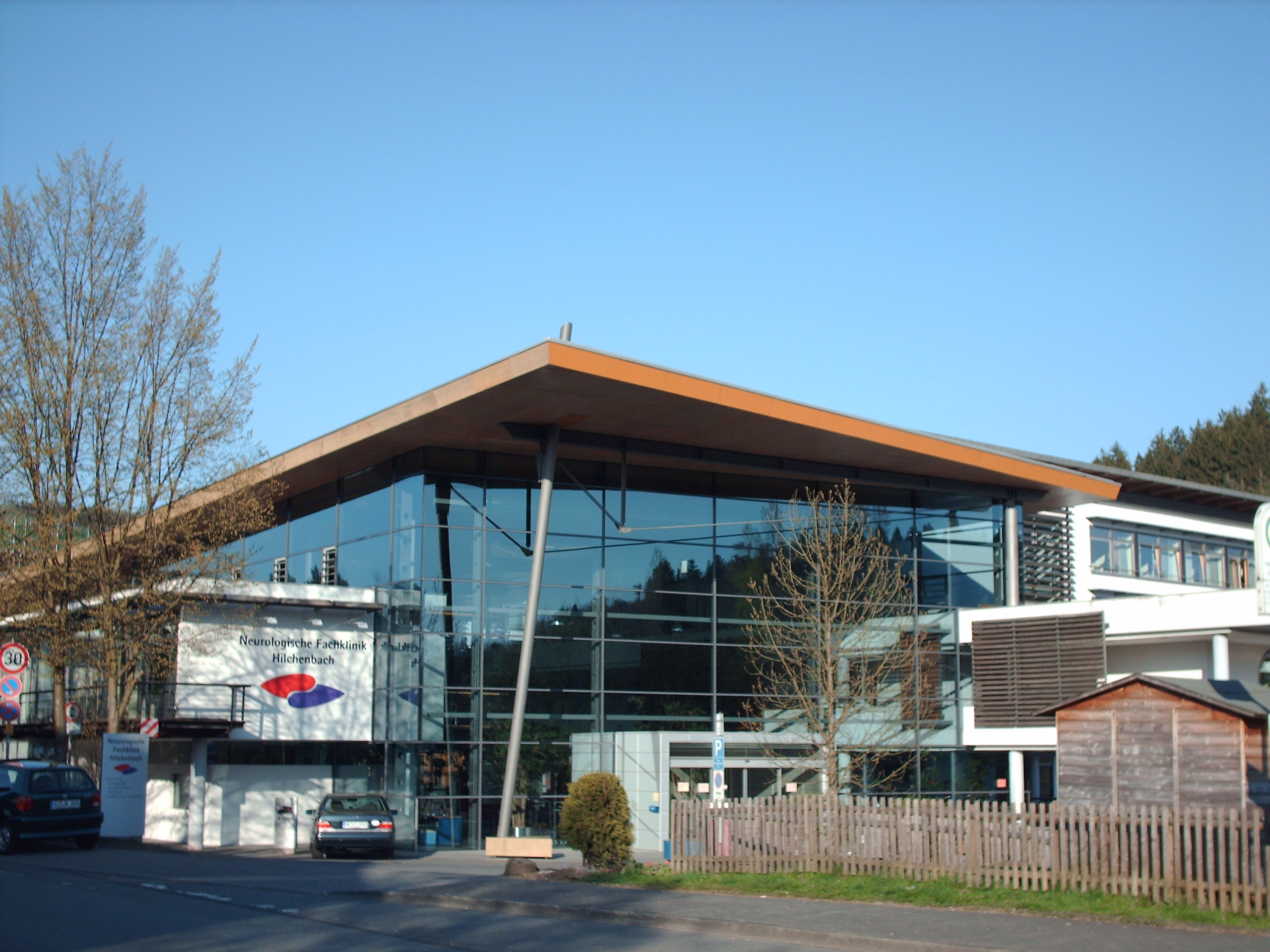
ヒルヒェンバッハの神経科専門病院

この街には神経科専門病院がある。神経心理学、精神療法、言語療法、患者体操 / 理学療法、作業療法、物理療法、音楽・芸術療法、介護療法、社会援助、栄養・食事相談を行っている。
ダールブルーフにはこの地域最大の雇用主の1つである SMS ジーマグ AG がある。この他に、この企業の建物の一角に、ドイツで最も古い健康保険組合の1つであるジーマグの企業健康保険組合がある。

### 消防
ヒルヒェンバッハ市の消防団は、それぞれ管轄する市区を持つ5つの消防隊で構成されている。

## 人物

### 出身者
- ヨハン・ハインリヒ・ユング＝シュティリング（ドイツ語版、英語版）（1740年 - 1817年）眼科医、経済学者、作家
- オイゲン・ボールマン（1842年 - 1917年）古代史学者、碑文研究者
- エルンスト・ビーバーシュタイン（1899年 - 1986年）ナチス親衛隊中佐
- ロベルト・オクゼンフェルト（ドイツ語版、英語版）（1901年 - 1993年）物理学者。マイスナー＝オクゼンフェルト効果の発見者の1人

### ゆかりの人物
- ロルフ・アゴップ（ドイツ語版、英語版）（1908年 - 1998年）指揮者、音楽教育者

## 関連図書
- Wolfgang Bell, Klaas Kort: Ruinen – Hilchenbach. 25 Jahre. 1965–1990, Ruinen 1992.
- Gerhard Bensberg: Bedeutendes in Hilchenbach, Hilchenbach 2005 (Eigenverlag).
- Gerhard Bensberg: Berühmte Persönlichkeiten in Hilchenbach, Hilchenbach 2002 (Eigenverlag).
- Wilfried Ehbrecht: Westfälischer Städteatlas. Buer (Gelsenkirchen), Freckenhorst, Hilchenbach, Höxter und Corvey, Ottenstein, Band 9, 2006, ISBN 3-89115-180-2.
- Rainer S. Elkar: 300 Jahre Stadtrechte Hilchenbach 1687–1987, Hilchenbach 1987.
- Rainer S. Elkar: Menschen-Häuser-Schicksale. Hilchenbach zwischen Monarchie, Diktatur und Republik, Kreuztal 1992, ISBN 3-925498-41-9.
- Reinhard Gämlich: Geschichte der Wilhelmsburg. Die Burg zu Hilchenbach, Hilchenbach 2003.
- Manfred Lusznat (et al.): Die Bergbausiedlung Altenberg, Hrsg.: Verein Altenberg e.V., Hilchenbach 1979.
- Wolfgang Leyener (Hg.): 300 Jahre Stadtrechte Hilchenbach. 1687–1987, Hilchenbach 1987.
- Hans Christhard Mahrenholz: Die Reihe Archivbilder. Hilchenbach, Erfurt 2005, ISBN 3-89702-825-5.
- Georg Sallen (Hg.): Leben und Lernen in Hilchenbach. 75 Jahre Jung-Stilling-Gymnasium Hilchenbach. 1922–1997, Hilchenbach 1997.
- Gerold Schmidt: Die Familie Claus/Klaus aus Helberhausen im Siegerland, im Sauerland und Münster (Westf.). Stammfolge, Nachfahren und Ahnen, in: Deutsches Familienarchiv, Band 82, Neustadt (Aisch) 1983, S. 199–261.
- Burkhard Wagner: Geschichten und Berichte zur Erinnerung. Anlässlich der Schließung der Wilhelm-von-Oranien-Hauptschule Hilchenbach. 1968–2006, Hilchenbach 2006.

これらの文献は、翻訳元であるドイツ語版の参考文献として挙げられていたものであり、日本語版作成に際し直接参照してはおりません。

### 訳注
1. ↑  ドイツ語: Flecken、市場開催権など一部の特権が認められた比較的大きな町